# Înregistrare analogică
Înregistrarea analogică este o tehnică utilizată pentru înregistrarea de semnale analogice, existând astfel înregistrări audio analogice - respectiv înregistrări video analogice , ambele categorii fiind concepute pentru redări ulterioare.
Metodele de înregistrare analogică memorează semnalele ca semnale continue în sau pe medii purtătoare de date. Semnalul poate să fie memorat ca o configurație fizică pe o placă  de fonograf, sau prin o  fluctuație  de câmp magnetic a unui înregistrător magnetic. Aceasta se întâmplă diferit față de înregistrările digitale, unde semnalele digitale sunt reprezentate de numere discrete.